# ایوون کانولی مارتین
ایوون کانولی مارتین (زادهٔ ۱۳ سپتامبر ۱۹۳۶) یک متخصص آمریکایی در شیمی‌اطلاعات و طراحی دارو با کمک رایانه است که به مقام پژوهشگر ارشد «ول‌وایلر» در آزمایشگاه‌های ابوت (که اکنون اب‌وی نام دارد) ارتقا یافت. او که در دانشگاه نورث‌وسترن در رشتهٔ شیمی آموزش دید، به چهره‌ای پیشرو در علم مشارکتی برای کشف و توسعهٔ مولکول‌های زیست‌فعال به‌عنوان عوامل درمانی تبدیل شد. دستاوردهای او از کاربرد روش‌هایی سرچشمه می‌گیرد که چگونگی ارتباط توصیف‌گرهای شکل مولکولی و ویژگی‌های فیزیکوشیمیایی با فعالیت زیستی آن‌ها را تحلیل می‌کنند. او نویسندهٔ اثری ماندگار در حوزهٔ شیمی‌اطلاعات با عنوان طراحی کمی دارو (ویرایش دوم، ۲۰۱۰) است و جوایز متعددی در این زمینه دریافت کرده است؛ از جمله انتخاب به‌عنوان همکار انجمن پیشبرد علوم آمریکا (۱۹۸۵) و اتحادیه بین‌المللی شیمی محض و کاربردی (۲۰۰۰) و دریافت جایزهٔ هرمن اسکولنیک (۲۰۰۹) و جایزهٔ رایانه‌ها در پژوهش شیمیایی و دارویی (۲۰۱۷) از انجمن شیمی آمریکا.

## دوران کودکی و تحصیلات
ایوون کانولی در سال ۱۹۳۶ از پدر و مادری به نام‌های آیرین و الورت کانولی زاده شد.
مارتین در سال ۱۹۵۸ مدرک کارشناسی خود را از کالج کارلتون در نورث‌فیلد، مینه‌سوتا دریافت کرد. او تنها زنی بود که در آن سال در رشتهٔ شیمی/جانورشناسی تحصیل می‌کرد. از سال ۱۹۵۸ تا ۱۹۶۰ به‌عنوان دستیار داروشناسی در آزمایشگاه‌های ابوت مشغول به کار بود. در سال‌های ۱۹۶۰ تا ۱۹۶۳، موفق به دریافت بورسیهٔ پیشادکتری از بنیاد ملی علوم شد و در دانشگاه نورث‌وسترن در اِونستون، ایلینوی تحصیل کرد. او در سال ۱۹۶۴ مدرک دکترای خود را در زمینهٔ بیوشیمی فیزیکی از دانشگاه نورث‌وسترن دریافت کرد.

## حرفه
تقریباً تمام دوران حرفه‌ای مارتین در بخش آزمایشگاه‌های ابوت گذشت که بر ابتکارات کشف داروی پیش‌بالینی تمرکز داشت؛ بخشی که بعدها از این مجموعهٔ زیست‌پزشکی جدا شد و به شرکت دارویی مستقل اب‌وی تبدیل شد. فعالیت او در ابوت و اب‌وی بیش از چهل سال ادامه داشت و تنها وقفهٔ آن، یک سال فرصت مطالعاتی در سال‌های ۱۹۶۷ تا ۱۹۶۸ بود که در آن با پیشگام QSAR، کوروین هانش، در کالج پومونا همکاری کرد، و پس از آن به آزمایشگاه‌های ابوت بازگشت. مارتین در سال ۲۰۰۶ به‌طور رسمی با عنوان پژوهشگر ارشد بازنشسته شد، اما همچنان به‌صورت قراردادی با ابوت همکاری دارد و بر روی موضوعاتی که به آن‌ها علاقه‌مند است، کار می‌کند. او همچنین به‌عنوان استاد مدعو در دانشگاه ویرجینیا تدریس کرده است.

## علایق پژوهشی
کار مارتین با کوروین هانش منجر به ادامهٔ فعالیت او در زمینهٔ QSAR شد، که در آن با بهره‌گیری از رایانه، مدل‌های دوبُعدی و سه‌بعدی برای نمایش ویژگی‌های شیمیایی و زیستی مولکول‌ها توسعه داد. او که از پیشگامان اولیهٔ شیمی محاسباتی و کاربرد آن در طراحی دارو بود، تکنیک‌هایی در زمینهٔ شیمی ترکیبی و گرافیک مولکولی ایجاد کرد و در توسعهٔ بسته‌های نرم‌افزاری برای تحلیل فارماکوفور مانند DISCO و ALADDIN مشارکت داشت. آثار او تأثیر مستقیمی بر کشف داروهای نوین داشته و طراحی رایانه‌ای ترکیبات جدید را پشتیبانی کرده است.
مارتین به‌طور خاص بر شناسایی ویژگی‌های مولکولی مرتبط با فعالیت زیستی تمرکز کرده است، از جمله توان زیستی، میل ترکیبی و ویژگی‌های ADME. روش‌های او در مطالعهٔ بیماری‌هایی مانند فشار خون بالا، بیماری پارکینسون، زخم‌ها، عفونت‌های باکتریایی، آرتریت و آنژین صدری به کار گرفته شده‌اند.
او همچنین نقش مهمی در توسعهٔ مجموعه‌های ترکیبی و کتابخانه‌های شیمی ترکیبی ایفا کرده است که پژوهشگران با استفاده از آن‌ها می‌توانند معیارهای سنجش شباهت و تنوع مولکولی را توسعه داده و مقایسه کنند. مجموعهٔ مهارکننده‌های MAO (مونوآمین اکسیداز) او در میان پژوهشگران به‌طور گسترده‌ای استفاده شده است.

## دیگر فعالیت‌ها
در سال ۱۹۸۹، مارتین به بنیان‌گذاری «انجمن بین‌المللی ارتباط ساختار-فعالیت کمی و مدل‌سازی» کمک کرد (که اکنون انجمن QSAR، شیمی‌اطلاعات و مدل‌سازی نام دارد). او عضو هیئت مدیرهٔ این انجمن بود و از سال ۲۰۰۱ تا ۲۰۰۵ ریاست آن را بر عهده داشت.